# Сашургаио
Сашургаио (груз. საშურღაიო) — село в Грузии, на территории Сенакского муниципалитета края (мхаре) Самегрело-Верхняя Сванетия.

## География
Село находится в западной части Грузии, на правом берегу реки Циви (правый приток Риони), на расстоянии приблизительно 9 километров (по прямой) к северу от города Сенаки, административного центра муниципалитета. Абсолютная высота — 80 метров над уровнем моря.

## Население
По результатам официальной переписи населения 2014 года в Сашургаио проживало 199 человек (102 мужчины и 97 женщин). В национальной структуре населения грузины составляли 100 %.
| Год  | Население, человек |
| ---- | ------------------ |
| 2002 | 264                |
| 2014 | ↘ 199              |